# Sason (Turcja)
Sason – miasto w Turcji. W 2017 roku liczyło 11 092 mieszkańców. Siedziba dystryktu o tej samej nazwie, o liczbie ludności 29 846.